# Воробйов Олександр Дмитрович
Олександр Дмитрович Воробйов (нар. 11 вересня 1921, Чернятино, Костромська губернія, РСФРР — 26 грудня 1995) — учасник Другої світової війни. Герой Радянського Союзу.

## Біографічні відомості
Народився в сім'ї селянина. Закінчив 7 класів школи.
З квітня 1941-го військовозобов'язаний у Червоній армії.
Під час німецько-радянської війни був стрілком 11-ї мотострілецької бригади 10-го танкового корпусу 40-ї армії у складі Воронезького фронту.
Відзначився у вересні 1943 року під час форсування Дніпра поблизу смт Ржищів Київської області. У складі групи розвідників рядовим знищив ворожий штаб, взяв у полон офіцерів, а також захопив важливі документи супротивників. Через місяць присвоєно звання Героя Радянського Союзу.
Демобілізований у званні старшини 1946 року. Відтоді проживав у місті Бровари. Там працював на деревообробному заводі. З 14 вересня 1967 року— почесний громадянин міста Бровари.

## Нагороди
- Орден Леніна
- Орден Жовтневої Революції
- Орден Вітчизняної війни
- Орден Червоної Зірки